# Neanthes seridentata
Neanthes seridentata är en ringmaskart som beskrevs av Hartmann-Schröder 1959. Neanthes seridentata ingår i släktet Neanthes och familjen Nereididae. Inga underarter finns listade i Catalogue of Life.